# Capayo
Capayo je rijeka u Venezueli. Ulijeva se u Karipsko more.